# Jonny Weston
Jonny Weston (sinh năm 1988) là một diễn viên người Mỹ. Anh bắt đầu sự nghiệp của mình với vai diễn cầu thủ lướt sóng Jay Moriarity trong bộ phim tiểu sử năm 2012 Chasing Mavericks và vai diễn cậu học sinh trung học thông minh David Raskin trong bộ phim du hành vượt thời gian Project Almanac năm 2015. Anh ngoài ra cũng tham gia đóng trong các bộ hpim Sugar, John Dies at the End, About Cherry và Caroline and Jackie.
Weston được sinh ra tại Charleston, Nam Carolina. Mẹ anh là một bác sĩ chuyên khoa, còn cha anh thì làm cho một đài phát thanh Kitô giáo.

## Danh sách phim

### Phim điện ảnh
- Under the Bed (2012)
- About Cherry (2012)
- Chasing Mavericks (2012)
- Caroline and Jackie (2012)
- Sugar (2013)
- John Dies at the End (2013)
- Kelly & Cal (2014)
- Any Tom, Dick, or Harry (2014)
- Project Almanac (2015)
- Taken 3 (2015)
- Những kẻ nổi loạn (2015)

### Phim truyền hình
- Pocket Dial (2011)
- Supah Ninjas (2011)
- ASS Apartment Sketch Show (2011)
- Someday This Pain Will Be Useful to You (2011)